# Aleksander Tadeusz Wawrzecki
Aleksander Tadeusz (Tadeusz Aleksander) Wawrzecki herbu Rola – wojski brasławski w latach 1768–1792, stolnik brasławski w latach 1746–1768, poseł powiatu brasławskiego na sejm konwokacyjny (1764), sędzia wojskowy Wielkiego Księstwa Litewskiego w 1764 roku.
Jako delegat od Rzeczypospolitej do pacta conventa Stanisława Augusta Poniatowskiego, podpisał je w 1764 roku. 
Ojciec Tomasza Wawrzeckiego (drugiego naczelnika w powstaniu kościuszkowskim). 